# Calcitonină
Calcitonina este un hormon peptidic implicat în metabolismul calciului. Acesta are o lungime de 32 de resturi de aminoacizi. Calcitonina este sintetizată de celulele parafoliculare ale tiroidei. Acțiunea sa principală este reducerea calciului plasmatic, efectele fiind opuse celor hormonului paratiroidian (PTH). Comparativ cu ceilalți hormoni din metabolismul calciului, calcitonina are un impact redus.

## Structură
Structura calcitoninei umane cuprinde următorii aminoacizi:
Cys-Gly-Asn-Leu-Ser-Thr-Cys-Met-Leu-Gly-Thr-Tyr-Thr-Gln-Asp-Phe-Asn-Lys-Phe-His-Thr-Phe-Pro-Gln-Thr-Ala-Ile-Gly-Val-Gly-Ala-Pro.
Structura calcitoninei de somon e:
Cys-Ser-Asn-Leu-Ser-Thr-Cys-Val-Leu-Gly-Lys-Leu-Ser-Gln-Glu-Leu-His-Lys-Leu-Gln-Thr-Tyr-Pro-Arg-Thr-Asn-Thr-Gly-Ser-Gly-Thr-Pro.

## Rol
Participă la metabolismul calciului și metabolismul fosforului. Calcitonina scade concentrației calciului plasmatic în trei moduri:
- Crește absorbția calciului în intestin;
- Inhibă activitatea osteoclastelor în oase (efect principal al calcitoninei, prin acțiunea asupra receptorilor calcitoninei de pe osteoclaste);
- Inhibă reabsorbția tubulară a calciului, crescând secreția acestuia în urină (efecte opuse PTH-ului);

Alte roluri:
- Creste reabsorbția tubulară a fosfatului (efect similar PTH-ului).
- Calcitonina protejează oasele împotriva pierderii de calciu în timpul sarcinei sau lactației;
- Osteosinteza;
- Prevenirea hipercalcemiei postprandiale.

Calcitonina de somon are o acțiune de 20 de ori mai puternică decât cea umană, fiind folosită în:
- Osteoporoza post-menopauză;
- Hipercalcemie;
- Boala Paget;
- Metastaze osoase.